# Лео (футболист, 1990)
Леонардо да Силва Виейра (род. 22 сентября 1990[…], Сузану, Сан-Паулу), или Лео Виейра — бразильский футболист, вратарь бразильского клуба «Шапекоэнсе».

## Клубная карьера
Профессиональную карьеру Лео начинал в бразильском «Сан-Паулу», сыграв за основную команду один матч. Был отдан дважды в аренду, в 2014 («Линенсе») и в 2017 («Парана»). 
В 2017 перешёл в «Атлетико Паранаэнсе», с которым взял Кубок Бразилии. 
В 2020 перешел в португальский «Риу Аве», где был резервным голкипером. Летом 2022 года контракт с футболистом был расторгнут, и зимой 2023 Виейра вернулся на родину в клуб «Интернасьонал Лимейра», где числился всего 2 месяца, после чего свободным агентом перешел в «Жувентуде».
С 2024 — игрок «Шапекоэнсе», регулярно выходит в основном составе.

## Достижения
«Атлетико Паранаэнсе»
- Кубок Бразилии: 2019